# 68

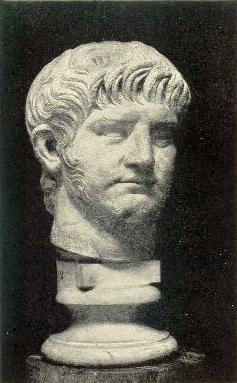
Keizer Nero

Het jaar 68 is het 68e jaar in de 1e eeuw volgens de christelijke jaartelling.

## Gebeurtenissen

### Italië
- 9 juni - In Rome wordt keizer Nero na een 14-jarig schrikbewind door de Senaat afgezet en ter dood veroordeeld door geseling. Hij vlucht de stad uit en pleegt daarop zelfmoord. Na 95 jaar komt er een einde aan de Julisch-Claudische dynastie.
- Servius Sulpicius Galba (r. 68-69) wordt uitgeroepen tot eerste princeps (keizer) in het Vierkeizerjaar en krijgt de erkenning van de pretoriaanse garde.

### Europa
- maart - Gaius Iulius Vindex, gouverneur van Gallia Lugdunensis, leidt een opstand tegen het corrupte bewind van Nero en krijgt steun van de lokale bevolking die zich onderdrukt voelt. Hij verzamelt een legermacht (ca. 100.000 man) en verovert Lugdunum (huidige Lyon).
- april - Sulpicius Galba wordt in Cartagena uitgeroepen tot imperator en krijgt de eretitel: Legatus Senatus Populique Romani ("Legatus van de Senaat en het Romeinse volk"). Hij mobiliseert een expeditieleger met auxilia (hulptroepen). Marcus Salvius Otho, gouverneur van Hispania Lusitania, sluit een alliantie met Galba.
- mei - Het Romeinse leger (4 legioenen) onder bevel van Lucius Verginius Rufus, verslaat na mislukte onderhandelingen bij Vesontio het opstandige leger van Vindex. De legionairs bieden Rufus tot driemaal toe het principaat aan, dit wordt door hem geweigerd.

### Afrika
- Lucius Clodius Macer, gouverneur van Africa, komt in opstand tegen Nero en verovert Carthago. Hij bezet de handelshaven die voor de toevoer van graan uit Noord-Afrika van levensbelang is voor Rome.

### Palestina
- Titus Flavius Vespasianus onderdrukt de Joodse opstand in Galilea en belegert Jericho op de Westelijke Jordaanoever.

## Geboren
- Salonina Matidia, nichtje van keizer Trajanus (overleden 119)

## Overleden
- 9 juni - Lucius Domitius Ahenobarbus (Nero), keizer van het Romeinse Keizerrijk
- mei - Gaius Iulius Vindex, Romeinse senator en gouverneur van Gallia Lugdunensis